# Luís Peregrino de Ataíde, 8.º Conde de Atouguia
Luís Peregrino de Ataíde foi o 8º conde de Atouguia, filho do 2º casamento do 6º conde. Morreu assassinado em 6 de outubro de 1689. Casou com D. Margarida de Vilhena, filha do 3º conde do Sabugal, e já viúva do 4º conde de Miranda do Corvo.
Foi sucedido pelo 9º conde, seu filho D. Jerónimo Casimiro de Ataíde.